# Ranko Krivokapić
Pour les articles homonymes, voir Krivokapić.
Ranko Krivokapić (en serbe : Ранко Кривокапић), né le 17 août 1961 à Kotor, est un homme politique monténégrin, membre du Parti social-démocrate (SDP). Il est président du Parlement de 2003 à 2016 et ministre des Affaires étrangères en 2022.

## Biographie
Il est le fondateur et le président du Parti social-démocrate de 2002 à 2017. Membre du Parlement à partir de 1998, il en devient président en 2003 et le demeure jusqu'à sa destitution le 18 mai 2016. De juillet 2013 à juillet 2014, il est président de l'Assemblée parlementaire de l'Organisation pour la sécurité et la coopération en Europe (OSCE).
Le 28 avril 2022, il est nommé ministre des Affaires étrangères dans le gouvernement Abazović. Le 21 octobre suivant, le Parlement adopte une motion de défiance à son encontre qui l'oblige à quitter ses fonctions.